# كارتر بوفورد
كارتر بوفورد (بالإنجليزية: Carter Beauford)‏ هو موسيقي وطبال أمريكي، ولد في 2 نوفمبر 1957 في شارلوتسفيل في الولايات المتحدة.

## وصلات خارجية
- الموقع الرسمي
- كارتر بوفورد على موقع IMDb (الإنجليزية)
- كارتر بوفورد على موقع ميوزك برينز (الإنجليزية)
- كارتر بوفورد على موقع أول ميوزيك (الإنجليزية)
- كارتر بوفورد على موقع ديسكوغز (الإنجليزية)
- كارتر بوفورد على موقع قاعدة بيانات الفيلم (الإنجليزية)